# Matteo Paris (pallavolista)
Matteo Paris (Anguillara Sabazia, 13 settembre 1983) è un pallavolista italiano, palleggiatore del Pineto.

## Carriera
La carriera di Matteo Paris inizia nella squadra giovanile di Anguillara Sabazia. Dopo diversi campionati di Serie B1, Serie B2 e Serie C, distribuiti fra Anguillara Sabazia, Molfetta, Castellana Grotte, Gaeta e Reggio Calabria, nella stagione 2011-12 arriva la chiamata della Atripalda, squadra militante in Serie A2, dove resta per una stagione.
Nella stagione 2012-13 si trasferisce al Corigliano Volley, sempre in Serie A2, mentre nell'annata 2013-14 è tesserato dalla Top Volley Latina, società militante nel campionato di Serie A1.
Nella stagione 2014-15 passa al MENT Salonicco, da cui si separa nel gennaio 2015. Ingaggiato dalla Pallavolo Piacenza, si trova a non poter scendere in campo in quanto già tesserato dalla Top Volley. Nella stagione seguente è ancora in Grecia, sempre in Volley League, ma questa volta all'Athlītikos Omilos Foinikas Syrou: resta nella squadra di Siro quasi fino al termine della stagione 2016-17, quando ritorna in Italia per concludere il campionato con la Sir Safety Perugia.
Per la stagione 2017-18 si accasa alla New Mater di Castellana Grotte, neopromossa in Superlega, per poi essere ingaggiato, per la stagione 2018-19, dalla neonata You Energy di Piacenza, in Serie A2, con cui si aggiudica la Coppa Italia di categoria ed ottiene la promozione nella massima serie nazionale. Con la stesso club emiliano disputa la prima parte del  successivo campionato di Superlega, fino a novembre 2019, quanto un infortunio lo costringe lontano dai campi di gioco.
Riprende l'attività sportiva per la seconda parte dell'annata 2020-21, quando viene ingaggiato dall'Al-Ain, negli Emirati Arabi Uniti. Nella stagione successiva fa ritorno in Italia per difendere i colori della Franco Tigano di Palmi, in Serie A3: categoria nella quale milita, con la casacca del Pineto, anche per la stagione 2022-23 conquistando sia la Coppa Italia sia la Supercoppa italiana di categoria.
Per il campionato 2023-24 viene confermato al Pineto, questa volta in Serie A2.

## Palmarès
- Coppa Italia di Serie A2: 1

2018-19
- Coppa Italia di Serie A3: 1

2022-23
- Supercoppa italiana di Serie A3: 1

2023